# FIS Marathon Cup 2003/2004
Sezon 2003/2004 FIS Marathon Cup rozpoczął się 14 grudnia 2003 roku włoskim maratonem La Sgambeda, a zakończył 20 marca 2004 roku norweskim Birkebeinerrennet.
Obrońcami tytułu byli: Włoszka Lara Peyrot wśród kobiet oraz Norweg Jørgen Aukland wśród mężczyzn. W tym sezonie wśród kobiet triumfowała kolejna Włoszka – Cristina Paluselli, a wśród mężczyzn najlepszy był jej rodak Gianantonio Zanetel.

## Kalendarz i wyniki

### Kobiety
| Lp. | Data             | Zawody                           | Dystans             | 1. miejsce         | 2. miejsce                | 3. miejsce               |
| --- | ---------------- | -------------------------------- | ------------------- | ------------------ | ------------------------- | ------------------------ |
| 1.  | 14 grudnia 2003  | Livigno – La Sgambeda            | 42 km s. dowolnym   | Lara Peyrot        | Sofia Lind                | Annick Vaxelaire-Pierrel |
| 2.  | 11 stycznia 2004 | Bedřichov – Jizerská Padesátka   | 50 km s. klasycznym | Cristina Paluselli | Ulrika Persson            | Kateřina Smutná          |
| 3.  | 1 lutego 2004    | Oberammergau – König-Ludwig-Lauf | 55 km s. klasycznym | Cristina Paluselli | Sofia Lind                | Lara Peyrot              |
| 4.  | 8 lutego 2004    | Otepää – Tartu Maraton           | 63 km s. klasycznym | Zawody odwołano    | Zawody odwołano           | Zawody odwołano          |
| 5.  | 26 lutego 2004   | Hayward – American Birkebeiner   | 52 km s. dowolnym   | Lara Peyrot        | Cristina Paluselli        | Annick Vaxelaire-Pierrel |
| 6.  | 7 marca 2004     | Sälen – Vasaloppet               | 90 km s. klasycznym | Sofia Lind         | Cristina Paluselli        | Lara Peyrot              |
| 7.  | 14 marca 2004    | Samedan – Engadin Skimarathon    | 42 km s. dowolnym   | Julija Czepałowa   | Natascia Leonardi Cortesi | Lara Peyrot              |
| 8.  | 20 marca 2004    | Lillehammer – Birkebeinerrennet  | 58 km s. klasycznym | Annmari Viljanmaa  | Cristina Paluselli        | Sofia Lind               |

### Mężczyźni
| Lp. | Data             | Zawody                           | Dystans             | 1. miejsce           | 2. miejsce          | 3. miejsce      |
| --- | ---------------- | -------------------------------- | ------------------- | -------------------- | ------------------- | --------------- |
| 1.  | 14 grudnia 2003  | Livigno – La Sgambeda            | 42 km s. dowolnym   | Roberto De Zolt      | Michaił Botwinow    | Maurizio Pozzi  |
| 2.  | 11 stycznia 2004 | Bedřichov – Jizerská Padesátka   | 50 km s. klasycznym | Oskar Svärd          | Michaił Botwinow    | Raul Olle       |
| 3.  | 1 lutego 2004    | Oberammergau – König-Ludwig-Lauf | 55 km s. klasycznym | Stanislav Řezáč      | Jørgen Aukland      | Mattias Svahn   |
| 4.  | 8 lutego 2004    | Otepää – Tartu Maraton           | 63 km s. klasycznym | Zawody odwołano      | Zawody odwołano     | Zawody odwołano |
| 5.  | 21 lutego 2004   | Hayward – American Birkebeiner   | 52 km s. dowolnym   | Gianantonio Zanetel  | Stanislav Řezáč     | Roberto De Zolt |
| 6.  | 7 marca 2004     | Sälen – Vasaloppet               | 90 km s. klasycznym | Anders Aukland       | Raul Olle           | Jørgen Aukland  |
| 7.  | 14 marca 2004    | Samedan – Engadin Skimarathon    | 42 km s. dowolnym   | Christophe Perrillat | Gianantonio Zanetel | Maurizio Pozzi  |
| 8.  | 20 marca 2004    | Lillehammer – Birkebeinerrennet  | 58 km s. klasycznym | Gianantonio Zanetel  | Odd-Bjørn Hjelmeset | Silvio Fauner   |

## Klasyfikacje
| Lp. | Zawodnik                  | Punkty |
| --- | ------------------------- | ------ |
| 1.  | Cristina Paluselli        | 530    |
| 2.  | Lara Peyrot               | 470    |
| 3.  | Sofia Lind                | 389    |
| 4.  | Annick Vaxelaire-Pierrel  | 336    |
| 5.  | Kateřina Smutná           | 150    |
| 6.  | Unni Ødegård              | 136    |
| 7.  | Natascia Leonardi Cortesi | 130    |
| 8.  | Ulrika Persson            | 125    |
| 9.  | Julija Czepałowa          | 100    |
| 9.  | Annmari Viljanmaa         | 100    |

| Lp. | Zawodnik            | Punkty |
| --- | ------------------- | ------ |
| 1.  | Gianantonio Zanetel | 388    |
| 2.  | Silvio Fauner       | 303    |
| 3.  | Stanislav Řezáč     | 264    |
| 4.  | Raul Olle           | 250    |
| 5.  | Marco Cattaneo      | 220    |
| 6.  | Roberto De Zolt     | 196    |
| 7.  | Jørgen Aukland      | 186    |
| 7.  | Michaił Botwinow    | 186    |
| 9.  | Ivan Margaroli      | 173    |
| 10. | Anders Hallingstad  | 162    |